# بوسه مرگ (فیلم ۱۹۴۷)
بوسه مرگ (انگلیسی: Kiss of Death) فیلمی در ژانر نوآر و جنایی به کارگردانی هنری هاتاوی است که در سال ۱۹۴۷ منتشر شد.

## بازیگران
- ویکتور ماتیور
- برایان دانلوی
- کالین گری
- ریچارد ویدمارک
- تیلور هولمز
- کارل مالدن
- میلارد میچل
- میلدرد دانوک
- جسی وایت